# Psychotria casiguraensis
Psychotria casiguraensis är en måreväxtart som beskrevs av Seymour Hans Sohmer och Aaron Paul Davis. Psychotria casiguraensis ingår i släktet Psychotria och familjen måreväxter. Inga underarter finns listade i Catalogue of Life.